# Aït Kamra
Aït Kamra (orthographe française officielle ; parfois écrit Aït Kamara ou Aït Kemra) est une commune rurale de la province d'Al Hoceïma, au Maroc.
Elle est située à 18 km au sud de la ville d'Al Hoceïma, dans la région du Rif.
Lors du tremblement de terre qui s'est produit dans la région d'Al Hoceïma le 24 février 2004, elle a particulièrement été touchée, de nombreuses habitations ayant été notamment détruites. Depuis, elle abrite un village totalement reconstruit à 5 km de son emplacement initial : Aït Abdelaziz,.
Son maire est Mohamed El Allaoui, membre de l'Union socialiste des forces populaires depuis 2021.
Depuis 2010, elle dispose d'un centre multifonctionnel destiné au soutien scolaire, à l'alphabétisation et à l'animation sociale, créé pour un montant d'environ trois millions de dirhams.